# Facundo Quiroga

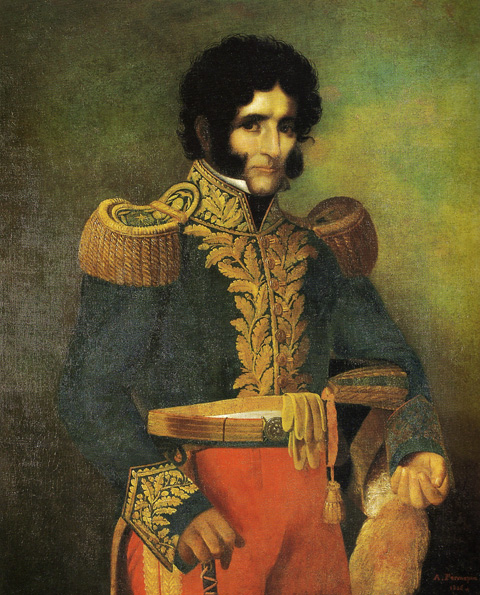
Juan Facundo Quiroga em traje militar federalista.

Juan Facundo Quiroga (27 de novembro de 1788 , La Rioja - 16 de fevereiro de 1835, Córdova) foi um caudilho argentino, militar, político e defensor do Federalismo (Confederação Argentina). 

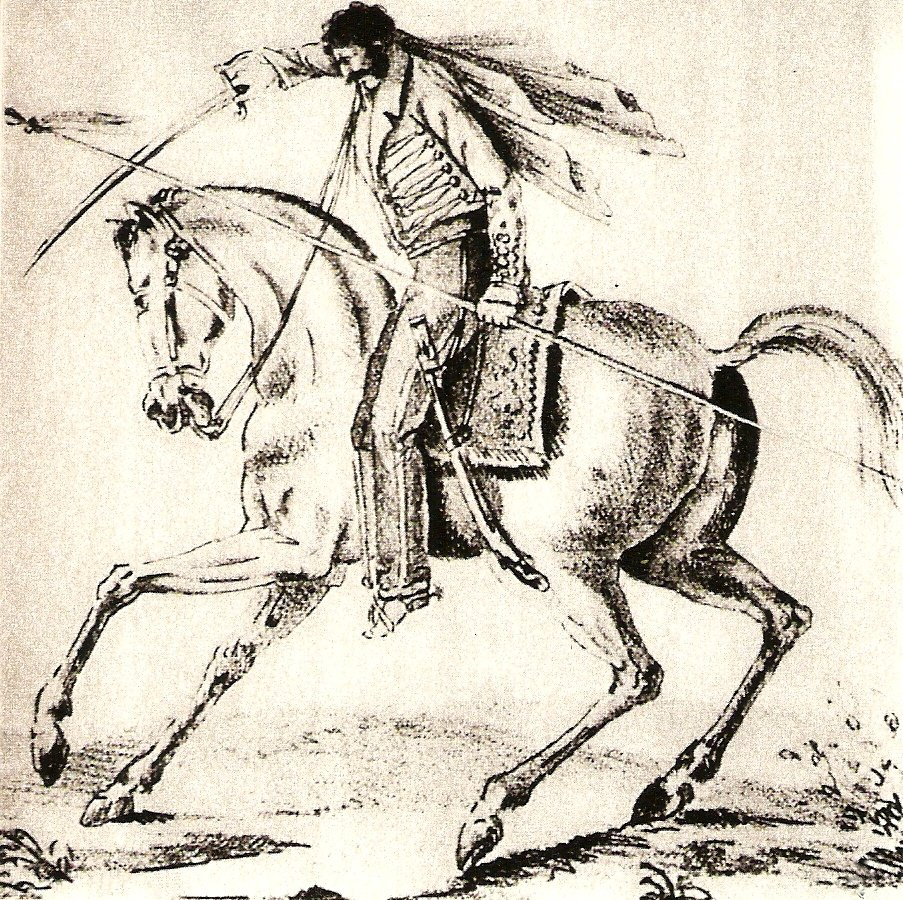
Quiroga mn 1831, segundo una litografia de César H Bacle.

Foi assassinado em 1835 quando foi cercado por cavaleiros e morto com um tiro na cabeça. Ficou conhecido como ""Tigre de los Llanos"" por matar uma puma quando criança. Também é considerado um herói em seu país por defender a igualdade de condições entre os povos e lutar contra o Centralismo Portenho.